# روايلا دي رايو فرانكو
بلدية روايلا دي رايو فرانكو (بالإسبانية: Royuela de Río Franco)‏, هي إحدى بلديات مقاطعة برغش, التي تقع في منطقة قشتالة وليون, والتي تقع في شمال غرب إسبانيا.
يبلغ عدد سكانها 317 نسمة وفقاً لإحصائية سنة (2002).